# Municipio de Amboy (Minnesota)
El municipio de Amboy (en inglés, Amboy Township) es un municipio del condado de Cottonwood, Minnesota, Estados Unidos. Tiene una población estimada, a mediados de 2023, de 134 habitantes.
Abarca una zona exclusivamente rural.

## Geografía
Está ubicado en las coordenadas 44°3′54″N 95°9′35″O / 44.06500, -95.15972. Según la Oficina del Censo, tiene una superficie de 92.2 km², correspondientes en su totalidad a tierra firme.

## Demografía
Según el censo de 2020, en ese momento había 142 personas residiendo en la zona. La densidad de población era de 1.5 hab./km². El 98.59 % de los habitantes eran blancos y el 1.41 % eran de otras razas. Del total de la población, el 1.41 % eran hispanos o latinos de cualquier raza.